# Meilenstein (Görzig)

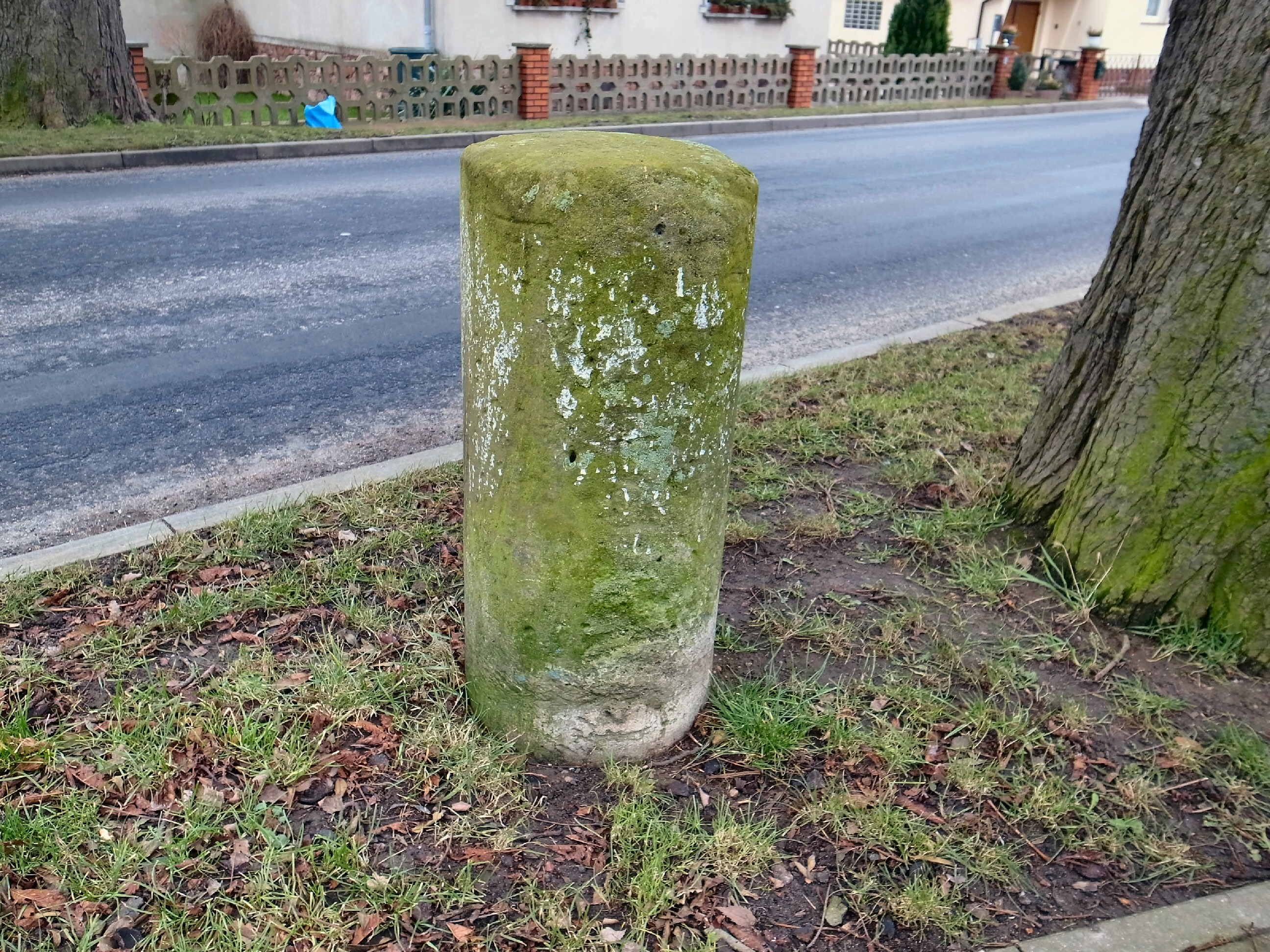
Meilenstein in Görzig

Der Meilenstein in Görzig ist ein denkmalgeschütztes Kleindenkmal in der Stadt Südliches Anhalt im Landkreis Anhalt-Bitterfeld in Sachsen-Anhalt. Er trägt im Denkmalverzeichnis die Erfassungsnummer 094 06137.
Die Inschrift des 96 Zentimeter hohen anhaltischen Meilensteins in Görzig lautet I Meile von Cöthen IV Meilen von Dessau. Damit gehört er zu den Abzweigungen, die von der wichtigsten Ost-West-Verbindung Anhalts, die Dessau mit dem Harz verband, von Köthen aus nach Süden und Südwesten führten. Rundsockelsteine sind die typische Form der anhaltischen Meilensteine, finden sich aber auch bei preußischen Steinen. Da beide Staaten eng verflochten waren, beeinflusste Preußen in vielerlei Hinsicht den Chausseebau in Anhalt. So war die anhaltische Meile genauso lang wie die preußische Meile, nämlich 7,532 Kilometer.
Der Distanzanzeiger steht an der einstigen Grenze zu Reinsdorf, welches aber schon im Jahr 1950 nach Görzig eingemeindet wurde. Inschriften desselben Inhalts finden sich auch an den Meilensteinen in Kleinpaschleben, bei Piethen, bei Dohndorf und bei Gröbzig. Es gibt also gleich fünf Steine südlich und westlich von Köthen, die die Entfernung nach Dessau mit vier Meilen und die nach Köthen mit einer Meile wiedergeben. Dieses erhaltene Meilenstein-System zeigt somit nur durch seine Inschriften das alte Straßennetz aus der Mitte des 19. Jahrhunderts im Köthener Land. Leider hat sich kein Drei-Meilen-Stein erhalten, einen Fünf-Meilen-Stein gab es südlich von Görzig nicht, da Anhalt dort bereits endete. Der Meilenstein, der bis in die 1990er Jahre an der Brücke von Wieskau stand, gehörte bereits zu Preußen.